# (31699) 1999 JA36
1999 JA36 (asteroide 31699) é um asteroide da cintura principal. Possui uma excentricidade de 0.10178230 e uma inclinação de 4.87564º.
Este asteroide foi descoberto no dia 10 de maio de 1999 por LINEAR em Socorro.